# 強くなる東洋食のすすめ
『強くなる東洋食のすすめ』（つよくなるとうようしょくのすすめ）は、原作：大山倍達・作画：沖一による日本の漫画作品。1986年から1988年にかけて、『コミックモーニングパーティー増刊』、『コミックモーニング』（共に講談社）で不定期連載された。全17話。単行本はワイドKCモーニングから全1巻（1988年7月、ISBN 4061765388）。

## 概要
漫画家沖一を模したキャラクター「ハジメくん」が大山倍達の元に入門して、主に栄養面での指導を受けるという半ドキュメンタリー漫画。作中で紹介される料理や食事法は大山自身が長年の食生活から実体験的に得たもので、これが科学的に効力があるかどうかの裏付けは全く無い。
単行本では8話と9話の間に、カラーフォトコミック「強さの秘密は食にあり!」、末尾にSPECIAL SHORT COMIC「マスタツくん」が収録されている。

### 各話趣旨
第1話 起きぬけに一杯の酢
米酢を湯冷ましで10倍に薄めて飲む。
第2話 メシよりマメを食え
生の大豆を酢に2・3日漬けたものを毎日15粒豆乳状になるまでよく噛んで食べる。
第3話 朝5・昼2・夕3の食事法
朝・昼・夕食のバランスは5・2・3がお勧め。
第4話 7種混合サラダこそ力の源
レタス・グリーンピース・ニンジン・トマト・ブロッコリ・タマネギ・セリ・ほうれん草・セロリ・赤カブ・カブ・キュウリ・大根・リンゴなど7種類以上の野菜をドレッシングもしくはブルガリアヨーグルトをかけて食べる。第3話の「朝5」の大半はこのサラダ。
第5話 精がつく木の実と種子
穀物類の胚芽（玄米・胚芽米）、果実類の種子（かぼちゃの種など）、木の実（松の実、クルミ、銀杏など）を食べるべき。
第6話 生肉でスタミナもりもり
レバ刺し、馬刺し、牛刺しなどの生肉はスタミナが付くからどんどん食べるべき。
第7話 ナマモノひきたてる「酢味噌」
酢+味噌、酢+油の組み合わせは最高。
第8話 ジャンクフードの悲劇
ジャンクフードは噛む力を無くすから食べるな。
第9話 唾液は最高の消化薬
歯や顎を鍛えるにはスルメが一番!
第10話 骨つき肉のパワーグルメ
骨肉料理はパワーの源。どんどん食べるべき。
第11話 魔法のパワー野菜
ニンニクは医食同源だからどんどん食べるべき。
第12話 味噌が健康のミソ
味噌は栄養もあるし、調理面でも多様性に優れている。どんどん食べるべき。
第13話 魚が骨を作る
魚はカルシウムのほかにも様々な栄養を持っている。
第14話 ヌルヌルはパワーの源
ヌルヌルネバネバの食材は人間の精液に似てるだろ。だから精がつくんだ。食って食って食いまくれ。
第15話 魔法の5色野菜
中国の陰陽五行説に従って5色の野菜（黒＝ナス、白＝ネギ、赤＝ニンジン、青＝ほうれん草、黄＝大豆もやし・湯葉）を食え。
第16話 日本の宝でパワーをつける!
日本人に一番適した穀物・米や玄米・雑穀をどんどん食べるべき。
第17話 武農一如
食生活改善のためには努力を惜しむな。